# Voce
Pour les articles homonymes, voir Voce (homonymie).
Albums de Wink
Overture!
(1er juillet 1994) Flyin' High
(5 juillet 1995)
Compilations par Wink
Back to Front
(25 février 1995)
Singles
1. Cherie Mon Cherie
Sortie : 26 octobre 1994

Voce (écrit en minuscules : voce) est le 13e album original du duo japonais Wink.

## Présentation
L'album sort le 1er décembre 1994 au Japon sous le label Polystar, cinq mois seulement après le précédent album du groupe, Overture!.
Il n'atteint que la 58e place de l'Oricon, le plus faible résultat d'un album du groupe, et ne reste classé que pendant deux semaines.
Deux des chansons de l'album, Cherie Mon Cherie et Please Please Me, étaient déjà parues sur le précédent single sorti un mois auparavant, Cherie Mon Cherie.
L'une des autres chansons de l'album a été écrite par Yasushi Akimoto, une autre par l'une des chanteuses, Sachiko Suzuki sous son alias Miyoko.A, et une troisième a été écrite et composée par l'autre chanteuse, Shoko Aida.
Comme pour le précédent album, aucune reprise de chansons d'autres artistes ne figure sur voce.

## Liste des titres
Les arrangements ont été réalisés par Satoshi Kadokura.
| 1.  | Sora wa Kiss de Hajimatta (それはKissで始まった)     | Rui Serizawa              | Masamichi Sugi   |  |
| 2.  | Honey Bee (Honey bee)                                | Rui Serizawa              | Hirofumi Asamoto |  |
| 3.  | Cherie Mon Cherie (シェリー モン シェリ)             | Rui Serizawa              | Satoshi Kadokura |  |
| 4.  | Sore Demo Ii no (それでもいいの)                     | Yasushi Akimoto           | Kazuo Zaitsu     |  |
| 5.  | Anata ga Door wo Akeru Yoru (あなたがドアを開ける夜) | Yuho Iwasato              | Chika Ueda       |  |
| 6.  | Please Please Me (PLEASE PLEASE ME)                  | Rui Serizawa              | Satoshi Kadokura |  |
| 7.  | Sunny Day                                            | Rui Serizawa              | Masamichi Sugi   |  |
| 8.  | Hadashi no Marionette (裸足のマリオネット)           | Shōko Aida                | Shōko Aida       |  |
| 9.  | Eien ni... (永遠に…)                                 | Miyoko.A (Sachiko Suzuki) | Masaya Ozeki     |  |
| 10. | Tokubetsu na Ichinichi (特別な一日)                  | Kyoko Endo                | Kyoko Endo       |  |